# Monkey's Work
Monkey's Work — український хеві-фанк-гурт.

## Історія гурту
Гурт Monkey's Work (англ. мавпяча робота) був створений в кінці 1991 року. Гурт грав в стилі «хеві-фанк». Учасниками гурту стали гітарист Геннадій Дьяконов (екс-«Вервольф», «Емфізема»), басист Євген Рибковський, гітарист Олександр Лютий, барабанщик Юрій Демух та солістка Мілана Терещенко. Продюсером проекту став Володимир «Ильич» Моісеєв. Однак гурт вже з самого початку не вирізнявся стабільністю складу: барабанщика Юрія Демуха невдовзі замінив Олександр Ковач, а місце солістки Мілани Терещенко, яка на концертах в складі гурту так і не виступила, зайняла 16-ти річна Аня Шувалова. В такому складі «Monkey's Work» стали лауреатами фестивалю «Тін вейв-92», швидко здобули популярність у своїх колах і записали в студії «Комора» 15-ти хвилинний демо-тейп «Dogs & Cats». Якість запису «Ильича» не вдовольнила і повноцінний альбом «By, Woman» група писала в БЗЗ (режисер — Ігор Прима). Перед самим записом в червні 1993 року Аня Шувалова залишила групу (вона саме закінчила школу і поступила в інститут культури) і довелося терміново переробляти репертуар під нового вокаліста Дмитра Муравицького (найвдалішою виявилася фолк-стьоб пісенька «Реп» записана з Ганею Гавриковою з гурту Жаба в дирижаблі). Але й Дмитро Муравицький затримався в групі лиш до лютого 1994 року, після чого зайнявся розкручуванням власної новоствореної групи — Green Grey. Щоб більше не спокушати долю, співати почав Євген Рибковський, знімається кліп на пісню «Рятуйте нас». Та невдовзі музиканти побили горшки із своїм продюсером і після тривалої агонії група розвалилася. «Ильич» почав продюсувати гурт Caterpillar, Геннадій Дьяконов почав співпрацювати з Іриною Білик, Євген Рибковський і Олександр Ковач з літа 1996 року почали працювати в ейсід-джазовому проекті «Free Line», а у 2005 році створили власний гурт POINT.

## Учасники гурту
- Геннадій Дьяконов — гітара
- Євген Рибковський — бас-гітара, вокал
- Олександр Лютий — гітара
- Юрій Демух — барабани
- Мілана Терещенко — вокал
- Олександр Ковач — барабани
- Аня Шувалова — вокал
- Дмитро Муравицький — вокал

## Дискографія

### Альбоми
- By, Woman (1993)

### Кліпи
- «Рятуйте нас»